# Сергиевское (Ярославская область)
Сергиевское — село в Угличском районе Ярославской области России, входит в состав Улейминского сельского поселения.

## География
Расположено в 17 км на юго-запад от центра поселения села Улейма и в 17 км к югу от Углича.

## История
Церковь Сергия Радонежского построена в 1792 году на средства прихожан. В 1862 году перестроена трапезная на пожертвование крестьянина Бухарина. Престолов было три: во имя преподобного Сергия, игумена Радонежского; во имя Святой Живоначальной Троицы; во имя Пророка Илии. По преданию, пустынь основана Преподобным Сергием Радонежским. Первым храмом был деревянный храм во имя Параскевы Пятницы. В 1912 году в селе была построена однопрестольная церковь Николая Чудотворца с шатровой колокольней над основным объёмом. 
В конце XIX — начале XX село входило в состав Улейминской волости Угличского уезда Ярославской губернии. 
С 1929 года село входило в состав Нефтинского сельсовета Угличского района, с 1954 года — в составе Маймерского сельсовета, с 2005 года — в составе Улейминского сельского поселения.

## Население
| 1859 | 2007 | 2010 |
| ---- | ---- | ---- |
| 89   | ↘10  | ↗14  |

## Достопримечательности
В селе расположены действующие Церкви Сергия Радонежского (1792) и Николая Чудотворца (1912).